# Meyers-Aldehyd-Synthese
Die Meyers-Aldehyd-Synthese, auch Meyers-Synthese, ist eine Namensreaktion der organischen Chemie, die auf den US-amerikanischen Chemiker Albert I. Meyers (1932–2007) zurückgeht. Die Reaktion wurde 1969 erstmals beschrieben.

## Übersichtsreaktion
Bei der Meyers-Aldehyd-Synthese benutzt man ein 1,3-Oxazin als Edukt:

## Reaktionsmechanismus
Ein möglicher Reaktionsmechanismus für die Meyers-Aldehyd-Synthese wird von Zerong Wang beschrieben. Ausgangsverbindung ist ein Dihydro-1,3-oxazin 1 mit einer Alkylgruppe in der 2-Position. Das α-Proton des Alkylrests ist durch die benachbarten Heteroatome C-H-acide und wird durch starke Basen (z. B. Butyllithium) unter Bildung der Lithium-Verbindung 2 deprotoniert. Anschließende elektrophile Alkylierung mit einem Alkylhalogenid R2–X und Reduktion des Heterocyclus führen zum Tetrahydrooxazin 3.
Da 3 ein Halbaminal ist, entsteht bei der sauren Hydrolyse ein substituierter Aldehyd 4.

## Kritik
Die Meyers-Aldehyd-Synthese zählt aus der Perspektive der Atomökonomie zu den weniger effizienten Reaktionen, da neben dem Zielmolekül (Aldehyd 4) erhebliche Abfallmengen (u. a. Alkalihalogenide) in mindestens stöchiometrischen Anteilen entstehen. Deshalb beschränkt sich die Anwendung auf den Labormaßstab.